# Eberhard Heider
Eberhard Heider (* 4. Dezember 1876 in Rainfeld; † 14. Februar 1943 in Wien) war ein österreichischer Politiker (SDAP) und Schlossergehilfe. Er war von 1919 bis 1921 Abgeordneter zum Landtag von Niederösterreich.
Heider absolvierte nach der vierklassigen Volksschule Kurse und erlernte den Beruf des Schlossers. Ab 1897 leistete er seinen Militärdienst ab und war danach als Schlosser in der Lokomotivwerkstätte der Nordbahn beschäftigt. Dort engagierte er sich auch als Hauptvertrauensmann. Heider war Delegierter der berufsgenossenschaftlichen Unfallversicherungsanstalt der österreichischen Eisenbahnen, Ausschussmitglied des Pensionsinstituts der österreichischen Staatsbahnen und Zentralausschussmitglied der sozialdemokratischen Eisenbahnergewerkschaft. Zudem war er lokalpolitisch als Bezirksrat in Wien-Floridsdorf aktiv. Er vertrat die Sozialdemokratische Arbeiterpartei vom 20. Mai 1919 bis zum 11. Mai 1921 im Niederösterreichischen Landtag, wobei er ab dem 10. November 1920 im Zuge der Trennungsphase Wiens von Niederösterreich der Kurie Wien angehörte und ab dem 30. Dezember 1920 Wiener Delegierter war.